# 中御門宣綱
中御門 宣綱（なかのみかど のぶつな、永正8年（1511年） - 永禄12年（1569年）4月）は、戦国時代の公卿。従二位権中納言。中御門宣秀の長男。母は吉田兼倶の娘。妻は今川氏親と寿桂尼（宣秀の妹）の娘。

## 略歴
永正9年（1512年）に叙爵を受け、永正16年（1519年）に右衛門佐に任じられ、同年暮れに従五位上に叙される。その後、大永3年（1523年）に正五位下、大永4年（1524年）には右少弁、大永5年（1525年）には左少弁、大永6年（1526年）に正五位上に任ぜられる。大永7年（1527年）4月、叔母の夫である今川氏親が亡くなったために父と共に駿河に下り、2年間にわたって滞在した。享禄2年（1529年）に右中弁に任じられるが、享禄4年（1531年）7月に父が没すると8月には再び駿河国に下った。叔母の寿桂尼の勧めで今川氏親の娘を娶った（つまりいとこ同士の婚姻をした）ことにより、以降京都と駿河を往復するようになり、通算して20年以上にわたって駿河に滞在するようになる。天文2年（1533年）に侍従に任じられ、天文11年（1542年）に従四位下、天文18年（1549年）に従四位上参議に任ぜられ、天文19年（1550年）に参議を辞任するが、この頃正四位上に任じられる（時期は不明）。天文23年（1554年）3月に従三位、天文24年（1555年）9月に権中納言に任じられる。しかし、弘治2年（1556年）に駿河に下ると、二度と京都の土を踏むことはなかった。同年11月に駿河を訪問した山科言継が、今川義元・三条西実澄・中御門宣綱・関口氏純らと句会を開いている。しかし、永禄2年（1569年）に武田信玄が今川氏真を攻めると（駿河侵攻）、今川氏真と同行して朝比奈泰朝のいる遠江掛川城に逃れる（氏真は妻の甥、泰朝の父の泰能の正室は宣綱の姉にあたる）。しかし、徳川家康に掛川城に包囲されて籠城中に病死する。死に際し、従二位に叙された。

## 系譜
- 父：中御門宣秀（1469年 - 1531年）
- 母：吉田兼倶の娘
- 妻：今川氏親の娘